# Junta de Traslaloma
Junta de Traslaloma è un comune spagnolo di 128 abitanti situato nella comunità autonoma di Castiglia e León.

## Località
Il comune comprende le seguenti località:
- Castrobarto (capoluogo)
- Colina
- Cubillos
- Las Eras
- Lastras de las Eras
- Muga (disabitata)
- Tabliega
- Villalacre
- Villatarás
- Villaventín